# Astragalus ghashghaicus
Astragalus ghashghaicus är en ärtväxtart som beskrevs av Tietz och Zarre. Astragalus ghashghaicus ingår i släktet vedlar, och familjen ärtväxter. Inga underarter finns listade i Catalogue of Life.